# Yakubu Aiyegbeni
Yakubu Aiyegbeni (* 22. listopadu 1982, Benin City, Nigérie) je nigerijský fotbalový útočník a bývalý reprezentant, od července 2016 je bez angažmá.

## Klubová kariéra
- Gateway United FC (mládež)
- Julius Berger FC 1997–1998
- →  Gil Vicente FC (hostování) 1998
- Maccabi Haifa FC 1998–2003
- →  Hapoel Kfar Saba FC (hostování) 1999–2000
- →  Portsmouth FC (hostování) 2003
- Portsmouth FC 2003–2005
- Middlesbrough FC 2005–2007
- Everton FC 2007–2011
- →  Leicester City FC (hostování) 2011
- Blackburn Rovers FC 2011–2012
- Kuang-čou R&F FC 2012–2013
- Al-Rayyan SC 2014–2015
- Reading FC 2015
- Kayserispor 2015–2016

## Reprezentační kariéra
Celkově za nigerijský národní výběr odehrál 57 zápasů a vstřelil v něm 21 branek. Zúčastnil se LOH 2000 v Austrálii, APN 2002 v Mali, APN 2004 v Tunisku, APN 2008 v Ghaně, APN 2010 v Angole a MS 2010 v Jihoafrické republice.